# Bandai (vulkaangroep)
Bandai (磐梯山, Bandai-san) is een vulkaangroep in de prefectuur Fukushima in Japan. Het is een stratovulkaan waarvan het hoogste punt 1819 meter meet.

## Uitbarsting in 1888
De vulkaangroep kreeg zijn huidige vorm na de uitbarsting van 15 juli 1888. De toenmalige vulkaangroep bestond uit drie toppen met een hoogte van ongeveer 1500 meter. De centrale top van de vulkaan explodeerde ten gevolge van een ophoping van stoom. Een pyroclastische stroom verspreidde zich over de vallei rond de vulkaan over een oppervlakte van 60 vierkante kilometer. De omliggende dorpen werden bedolven onder een laag modder en puin van meer dan drie meter. Er kwamen 477 mensen om bij deze ramp, die beschouwd wordt als de zwaarste vulkaanuitbarsting in de recente Japanse geschiedenis.